# ロッテルダム・テラー・コープ
ロッテルダム・テラー・コープ(Rotterdam Terror Corps)は、1993年に組織されたオランダのガバグループであり、ハードコアテクノでよく知られている。また、このジャンルにおいてのパイオニアであると考えられている。 元々は、五人のオランダのDJ（DJ Distortion、MC Raw、DJ Reanimator、DJ Petrov、DJ Rob）によって結成されたが、現在はオリジナルメンバーの内二人だけが残っている。DJ PetrovとDJ Robが、ソロ活動に専念するため離脱するという状態で、最初のアルバムがリリースされ、次いで二枚目のアルバムの後で、DJ Reanimator（本名：Patrick Moerland）が、DJ Distortionと長い口論の後に1995年に離脱した。作曲のDJ Distortion（本名：George Ruseler）、ヴォーカルのMC Raw（本名：Ricky Peroti）という二人がロッテルダム・テラー・コープであり、他の者は合作したという役割に近いと考えられている。彼らは音楽もそうだが、ライヴ・ステージ上でのパフォーマンスでも知られており、ストリッパーや花火の打ち上げで演出したり、ドクロのような見慣れたシンボルを用いたヘッドフォンを使用している。
ロッテルダム・テラー・コープは、Bass-D、ザ・ヘッドバンガー(The Headbanger)、ネオファイト(Neophyte)、King Matthew、DJ Macabreといった多くの他のDJやプロデューサーとも共同作業を行った。また、1996年には、最も素晴らしいライブ・アクトと、最も素晴らしいMCのために、幾つかの賞を獲得した。

## ディスコグラフィ
- Three Wasted Souls (Megarave Records, 1995年)
- Strictly Hardcore (Megarave Records, 1996年)
- Sick and Twisted (Megarave Records, 1997年)
- From Dusk till Doom (Megarave Records, 1998年)
- 5 Years RTC, The Remix Album (Megarave Records, 1998年)
- Constrictor (Megarave Records, 1999年)
- Fuck the Millennium (Megarave Records, 1999年)
- Schizophrenic (Megarave Records, 2000年)
- Unleash Hell (Megarave Records, 2002年)